# ジョニー・ハリス (1973年生の俳優)
ジョニー・ハリス（Johnny Harris、1973年11月3日 - ）はイングランドの俳優。

## 略歴
ロンドンのランベスで生まれ、エレファント&キャッスルの公営住宅団地で母親と彼女の4人の兄弟、祖父母に育てられ、11歳で働き始める。
13歳で学校を中退し、昼間は仕事をしながら、プロボクサーを目指す。
16歳でアマチュアの国内チャンピオンとなるが、他に何か自分のためになるものがあるのではと考え、ボクシングをやめる。
17歳の時にロンドンで知り合ったフランス人の恋人とパリに移り、ホテルで皿洗いの仕事をするようになる。
1年後に恋人と別れ、ホテルの同僚ルパートと暮らすようになるが、酒に溺れる荒んだ生活を送る。
映画『時計じかけのオレンジ』やパリのパントマイムのグループとの出会い、ルパートに買ってもらった小説『ドリアン・グレイの肖像』、俳優の伝記などをきっかけに、演技に興味を持つようになり、イギリスに戻って地元ロンドンの成人教育センターであるモーリー・カレッジで3年間演技を学び、舞台で俳優としてのキャリアを始める。
その一方で一段と酒に溺れるようになる。
2000年の映画『ギャングスター・ナンバー1』で初のメジャー映画出演を果たす。
これをきっかけに俳優として成功すると思っていたが、実際にはそうならず、うつ病となる。
具体的にいつからなのかは本人もわかっていないが、10年から15年の間、アルコール依存症で、4年ほど母親と疎遠になった時期もあった。
『ギャングスター・ナンバー1』で共演したエディ・マーサンなど、俳優の友人に支えられて役者としての仕事を続けていたものの、酒だけが友人と思うような荒んだ生活で他人と距離を置くようになり、2004年頃にはホームレスとなる。
2006年には完全にアルコールを断ち、映画『London to Brighton』で初の大役をこなし、名前を知られるようになる。
同じ頃に養子縁組の仕事をしていた女性と出会い、後に彼女と結婚する。
※ここまでの略歴は2015年2月にガーディアン紙に掲載された本人に対するインタビュー記事にもとづいている。
2010年のテレビミニシリーズ『This Is England '86』で演じた、虐待する父親役での演技が高く評価され、第58回英国アカデミーテレビ賞で助演男優賞ノミネートされる。
2017年には自らのボクサーやホームレス、アルコール依存症の経験を元にフィクション化して脚本を執筆した映画『Jawbone』で製作と主演も務め、第71回英国アカデミー賞で英国脚本家・監督・製作者デビュー賞（新人賞）にノミネートされる。

## 主な出演作品

### 映画
- ギャングスター・ナンバー1 Gangster No. 1 (2000)
- London to Brighton (2006)
- つぐない Atonement (2007)
- GOUDATSU 強奪 Daylight Robbery (2008)
- ロックンローラ RocknRolla (2008)
- Dr.パルナサスの鏡 The Imaginarium of Doctor Parnassus (2009)
- ドリアン・グレイ Dorian Gray (2009)
- 恋のロンドン狂騒曲 You Will Meet a Tall Dark Stranger (2010)
- ゴッド・オブ・ウォー 導かれし勇者たち Black Death (2010)
- 戦火の馬 War Horse (2011)
- スノーホワイト Snow White and the Huntsman (2012)
- ビトレイヤー Welcome to the Punch (2013)
- ラスト・デイズ・オン・マーズ The Last Days on Mars (2013)
- モンスターズ/新種襲来 Monsters: Dark Continent (2014)
- Jawbone (2017) ※製作、脚本、主演、第71回英国アカデミー賞英国新人賞（英語版）ノミネート

### テレビ
- ホルビー・シティ Holby City (2000) ※第2シーズン第15話
- ザ・ビル The Bill (2002) ※第18シーズン第34話
- イーストエンダーズ EastEnders (2005) ※2エピソードに出演
- ウォリアーズ 〜歴史を動かした男たち〜 Heroes and Villains (2008) ※第1シーズン第3話、出演兼ナレーター
- ザ・パッション The Passion (2008) ※全4話のミニシリーズ
- ホワイトチャペル 終わりなき殺意 Whitechapel (2009) ※第1シーズン全3話
- カミング・アップ Coming Up (2009, 2011) ※第7シーズン第2話と第9シーズン第2話にそれぞれ別の役で出演
- This Is England '86 (2010) ※全4話のミニシリーズ、第58回英国アカデミーテレビ賞（英語版）助演男優賞（英語版）ノミネート
- LAW & ORDER: UK Law & Order: UK (2010) ※第3シーズン第4話
- ニュー・トリックス〜退職デカの事件簿〜 New Tricks (2010) ※第7シーズン第9話
- FADES/フェーズ The Fades (2011) ※全6話のミニシリーズ
- This Is England '88 (2011) ※全3話のミニシリーズ
- フォーティチュード/極寒の殺人鬼 Fortitude (2015) ※第1シーズンの第1話から第9話に出演
- This Is England '90 (2015) ※全4話のミニシリーズの第2話と第3話
- トロイ伝説: ある都市の陥落 Troy: Fall of a City (2018) ※全8話のミニシリーズ
- WITHOUT SIN 罪なき者 Without Sin (2022) ※全4話のミニシリーズ
- 大いなる遺産 Great Expectations (2023) ※全6話のミニシリーズ
- モスクワの伯爵 A Gentleman in Moscow (2024) ※全8話のミニシリーズ